# Aloued
Aloued (franska: Aloued (CR), Aloued (Commune Rurale), arabiska: مركز سيدي اليمني) är en kommun i Marocko.   Den ligger i provinsen Tétouan och regionen Tanger-Tétouan-Al Hoceïma, i den norra delen av landet, 200 km nordost om huvudstaden Rabat. Antalet invånare är 11 135.